# Bild ohne Mädchen
Bild ohne Mädchen ist der Debütroman der Schweizer Autorin Sarah Elena Müller und wurde 2023 vom Limmat Verlag Zürich veröffentlicht. Der Roman beschäftigt sich mit dem Thema Kindesmissbrauch und der Hilflosigkeit des Opfers, da alle beteiligten Erwachsenen nur wegschauen. Im Laufe des Romans wird deutlich, welchen Effekt diese Erfahrungen auf die Protagonistin als Kind, Jugendliche und junge Frau haben.
2023 ist Bild ohne Mädchen für den Schweizer Buchpreis nominiert.

## Inhalt

### Handlung
Die Eltern aus einem linksalternativen, städtischen Milieu wohnen mit ihrer fünfjährigen Tochter in einem einsamen Schweizer Bergdorf. Die einzigen Bekannten des Mädchens sind der Nachbar Ege und seine Partnerin Gisela. Die Eltern verbieten ihrem Kind fernzusehen, was aber beim Nachbarn erlaubt ist. Auf seinem Bildschirm sieht sie zum ersten Mal den imaginären Engel, mit dem sie öfters spricht. Er scheint sie besser zu verstehen als die anderen in ihrem Umfeld. Egal wie viele Ärzte oder «Heiler» konsultiert werden, sie nässt ihr Bett immer noch, schwänzt den Kindergarten, um im Bach mit dem Engel zu spielen und weint in der Badewanne. Die vermehrten Besuche beim Nachbarn scheinen zwar harmlos, jedoch wird bald klar, dass Ege sie ohne ihre Erlaubnis (oder die der Eltern) mit seiner Videokamera aufnimmt. 
Eges mentaler Zustand verschlechtert sich, er muss ins Krankenhaus gebracht werden. Kurze Zeit darauf hört das Kind auf, den Engel zu sehen. Später kehrt der Engel zurück und wird zum Racheengel des Mädchens. Das Mädchen sucht nach Filmen und Bildern von ihr auf Eges Computer, wird aber von ihm überrascht. Eges geistiger Zustand verschlechtert sich und er sucht nach Kinderpornos im Internet. Jahre später konfrontiert die Mutter Ege mit Vorwürfen. Dieser erwidert nur: «Tempi Passati».

### Thematik
Im Roman Bild ohne Mädchen geht es um den sexuellen Missbrauch von Kindern und wie «ein Kind, das nicht versteht und doch merkt, dass etwas nicht stimmt». Es versucht, die traumatischen Erfahrungen zu verdrängen, und wird von allen Erwachsenen in ihrem Umfeld enttäuscht, da alle wegschauen und es keiner der Erwachsenen glauben will, bis es zu spät ist.
Es geht aber auch darum, wie die Problematik der Pädophilie in den 70ern/80ern nicht anerkannt wurde, und über die noch unentdeckten Gefahren der Fotografie und des bewegten Bildes.
Das Kind wächst in einem «linksalternativen, kunstaffinen Milieu» auf und im Buch sieht man, welche Folgen dies für ein Kind haben kann, so dass man zum Beispiel in der Schule keine Freunde findet, weil man anders ist als alle anderen Kinder.

## Personen
- Das Mädchen
- Ege
- Die Mutter des Kindes, Bildhauerin
- Der Vater des Kindes, Biologe
- Anton, der Sohn von Ege
- Gisela, die Frau von Ege

### Das Mädchen
Das Mädchen ist sehr schüchtern, traut sich oft nicht zu sprechen und hat Probleme damit, ihre Gefühle zu verstehen und mit ihnen umzugehen. Sie kratzt ihre Mückenstiche auf, bis sie bluten, tupft sie mit einem Taschentuch ab und sammelt die Taschentücher in einer Schublade. In der Schule findet sie keine Freunde, da sie aufgrund ihrer Erziehung in einer linksalternativen Familie nicht zu den anderen Kindern passt.

### Ege
Ege ist ein alkoholkranker Medientheoretiker mit einer gescheiterten philosophischen Praxis. Seine Frau Gisela ist oft weg, sie möchte so wenig wie möglich mit ihm zu tun haben. Er dreht gerne Videos, anfangs von seinem Sohn. Niemand weiss, was auf den Filmen zu sehen ist oder möchte nichts dagegen unternehmen, obwohl es Hinweise darauf gibt, dass Gisela von seinem Geheimnis weiss. Eges mentaler und physischer Zustand verschlechtert sich im Laufe des Romans; er braucht eine Betreuerin, wenn Gisela nicht zu Hause ist. Am Schluss verliert er den Verstand.

## Form

### Aufbau
Der Roman ist in fünf Abschnitte gegliedert («Das Kind», «Das Mädchen», «Die Tochter», «Der Sohn», «Die junge Frau»), wobei diese wiederum in mehrere kürzere Kapitel aufgeteilt sind. Die Geschichte wird chronologisch erzählt und umfasst einen Zeitraum von rund zwanzig Jahren. Zwischen den einzelnen Abschnitten gibt es Zeitsprünge von einigen Jahren.

### Erzählperspektive
Der Roman ist in der dritten Person geschrieben. Sarah Elena Müller spielt dabei mit dem Wechsel von der Kinder- und Erwachsenenperspektive. Oft gleiten beide zu einem fast unmerklichen Übergang ineinander und schaffen dadurch eine ausgewogene Abwechslung. Über die Jahre entwickelt sich das Kind zu einer jungen Frau und ihre Stimme verändert sich mit ihr.

### Sprache und Stil
Der Roman ist in Präsens geschrieben und Sarah Elena Müller arbeitet mit umfangreichen, komplexen Sätzen, die viele dynamische Bilder hervorrufen. (Beispiel S. 47: Und tatsächlich – Ege liegt im Bett, auf der Sonnenliege, im Sessel oder auf der Bank, liegt und spricht vom unendlichen Band des Möbius, der unersättlichen Schwärze der Magnetbänder in den Videokassetten, von den Körpern, deren Abbilder sich in ihn einbrennen, klagt über innere Hitze, den geistlosen Stumpfsinn des Dorfes, schimpft über den Schnee und die weissen Weiten des Nichts.)
Mit kurzen und klaren Sätzen spielt Sarah Elena Müller mit dem Tempo und erzeugt einen gewissen Rhythmus. (Beispiel S. 15: Die Eltern rollen mit den Augen. Das ist ein gutes Zeichen. Das Kind wird wieder hinausgeschickt. Es soll doch etwas schaukeln gehen.)
Der Anfang des Romans wirkt sehr träumerisch, auf der Schwelle zwischen den Illusionen des Kindes und der Realität. Vieles wird erst über die Dialoge mit dem imaginären Engel klar und es gelingt Müller, die Hilflosigkeit des Kindes durch ihre Sprache zu verdeutlichen. Da das Kind das Geschehen und ihre entsprechenden Gefühle nicht richtig einordnen kann, wird der Missbrauch nie explizit erwähnt, sondern nur angedeutet. «Das sorgt für einen literarischen Verfremdungseffekt.» Als Leser kann man nur ahnen, was wohl beim Nachbarn geschieht, was Spannung erzeugt und einen bitteren Nachgeschmack hinterlässt. «Man wird bald selbst verstrickt in die Mechanismen aus Abwiegeln und Wegsehen.»
Im Laufe des Romans wird der Umstand deutlicher und die Sätze klarer, wobei sie aber trotzdem poetisch ausgebaut bleiben.
Das Erwachsenwerden wird auch dadurch deutlich, dass sie nicht mehr als «Kind» angesprochen wird, sondern später als «das Mädchen» und am Schluss als «junge Frau».

## Rezeption
Der Roman Bild ohne Mädchen wurde im Jahr 2023 mehrfach rezensiert, wie zum Beispiel im Schweizer Radio und Fernsehen, Buchjahr, in der Republik, im Tages-Anzeiger und Bund.
- Daniel Graf: Einheitsstil? Von wegen! In: Republik, 6. März 2023:[12]

Daniel Graf beschreibt Bild ohne Mädchen als emotional herausfordernde Lektüre, er erwähnt, dass er einem in einem guten aufklärerischen Sinn nahegehe. Graf betont, dass es kein Buch ohne Schwächen sei, da es manchmal eine überstrapazierte Leitmotivtechnik habe. Man würde im Buch beim Lesen selbst verwickelt in die Mechanismen aus Abwiegeln und Wegsehen und dies würde durch die Suggestionen der Erzählstimme geschehen. Abschliessend merkt er noch an, dass der Roman von Sarah Elena Müller einer der bleibenden Romane dieses Jahres werden würde.
- Nora Zukker: Grandioser Schweizer Debütroman: Ein Kind wird missbraucht, und alle schauen weg. In: Tages-Anzeiger, 6. April 2023:[13]

Nora Zukker ist beeindruckt von dem Debütroman. Seine Sprache sei für einen Debütroman «überzeugend reduziert», im Buch kämen möglichst keine wertenden Adjektive vor, damit man weder zu einem Voyeur noch zu einem Moralisten werde. Das Buch lasse einem die Möglichkeit auf Verdrängung übrig, dies habe einen «unglaublich starken Effekt» auf den Leser. Sarah Elena Müller habe sich acht Jahre mit diesem Thema auseinandergesetzt und «mit faszinierenden rhetorischen Manövern und etwas Misanthropie würden sich die Übergriffe in Kollateralschäden umdeuten lassen». Das Buch sei in einem Verdrängungsmodus geschrieben, aber diesem Buch dürfte nicht ausgewichen werden und es gehöre in die Shortlist für den Schweizer Buchpreis.
- Florian Oegerli: «Bild ohne Mädchen»: Wenn niemand das Offensichtliche sehen will. SRF, 17. März 2023:[14]

Florian Oegerli bewundert die Art und Weise, wie Müller den Kindesmissbrauch in ihrem Roman schildert. Er meint dazu: «Der Kniff des Romans ist, dass sich vieles erst über diese teils traumartigen Dialoge [mit dem imaginären Engel] erschliesst.» Über den Missbrauch wird nie explizit berichtet, sondern er wird nur angedeutet. «Das sorgt für einen literarischen Verfremdungseffekt.» Es «gelingt ihr ausserordentlich gut», den fiktiven Fall des Missbrauchs differenziert zu schildern und der Roman macht uns zu «Zeugen der Hilflosigkeit». Denn Kindesmissbrauch kann jahrelang unbemerkt stattfinden, «gerade auch in einem vermeintlich progressiven Umfeld.» Abschliessend findet er den Roman «beklemmend und brillant» und denkt, dass er jetzt schon «Anwärter auf den Schweizer Buchpreis» sein könnte.

## Ausgaben
- Sarah Elena Müller: Bild ohne Mädchen: Roman, 2023.

## Interviews
- Mirko Schwab: Hatten Sie nie literarische Rachefantasien?
- Nina Apin: Unheimliche Macht der Bilder, in: Die Tageszeitung
- Sarah Elena Müller: Roman «Bild ohne Mädchen», in: Radio Bern RaBe
- Gesa Ufer: Das Trauma des missbrauchten Kindes, in: Deutschlandfunk Kultur

## Rezensionen
- Rainer Rönsch: Namenloses Elend für ein namenloses Mädchen
- Alewander Sury: Zuflucht findet dieses Mädchen nur bei seinem Engel, in: Der Bund
- Julian Schütt: Warum Pädophile in Künstlerkreisen oft eine Heimat finden